# Ksour de Tunisie

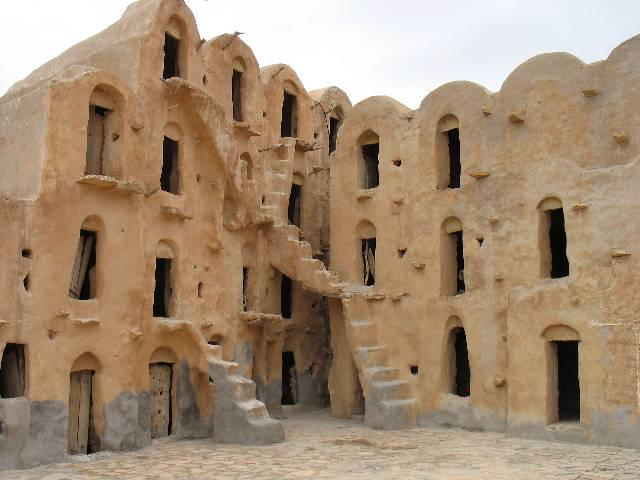
Ksar Ouled Soltane.

Les ksour de Tunisie sont des greniers à l'usage d'une ou de plusieurs tribus. Ils sont essentiellement concentrés dans le sud-est du pays, entre les gouvernorats de Médenine et Tataouine, où l'on en dénombre environ 90.
Ces édifices font partie du patrimoine culturel de cette région et témoignent de son évolution historique et sociologique. Ils suscitent un certain engouement chez les touristes.

## Classification
Les ksour se sont déplacés du haut de la montagne vers la plaine en fonction des nécessités historiques et économiques. Le ksar est un grenier constitué de cellules d'engrangement, appelées ghorfas, à l'usage d'une ou de plusieurs tribus. Ces tribus sont d'abord berbères, puis également arabes à partir du VIIe siècle avec la conquête arabo-musulmane, le sud-est tunisien n'ayant pas connu de « véritable peuplement [...] ni par les Carthaginois ni par les Romains ni par les Byzantins ». Après les invasions hilaliennes au XIe siècle, les Berbères sont refoulés dans les montagnes quand les Arabes occupent les plaines. Dès lors, les rapports entre ces deux types de tribus hésitent « entre la confrontation, le servage et la protection pour aboutir à la complémentarité basée sur les échanges commerciaux des produits de la montagne et de la plaine ».
La classification naturelle suivante suit celle proposée par Hédi Ben Ouezdou dans son ouvrage Découvrir la Tunisie du Sud, de Matmata à Tataouine : ksour, jessour et troglodytes.

### Ksar citadelle
Les ksour citadelle, ou kalâa (forteresse), ont clairement une vocation défensive. Il est difficile d'y accéder et de les identifier de loin car ils sont haut perchés sur des reliefs dans lesquels ils se fondent du fait de leur structure et couleur. Les villages, des habitations troglodytiques avec leurs huileries souterraines, sont situés en aval. Les plus anciennes inscriptions trouvées sur les murs des ghorfas remontent à la période des invasions hilaliennes mais rien n'empêche de penser que leur construction puisse être antérieure.
Les ksour de Douiret, Chenini et Guermessa, situés sur des sites imprenables et disposant comme vaste arrière-pays du plateau du Dahar, « ont permis aux Berbères de se maintenir tout en établissant des relations de clientèle et de protection avec les tribus arabes ». D'autres ksour, comme Ksar Hallouf, progressivement arabisés, ou ceux du Djebel Abiadh, qui ont pu être encerclés par les tribus arabes installées dans les plaines ou les vallées, sont devenus progressivement de simples greniers après l'abandon des villages troglodytiques associés.

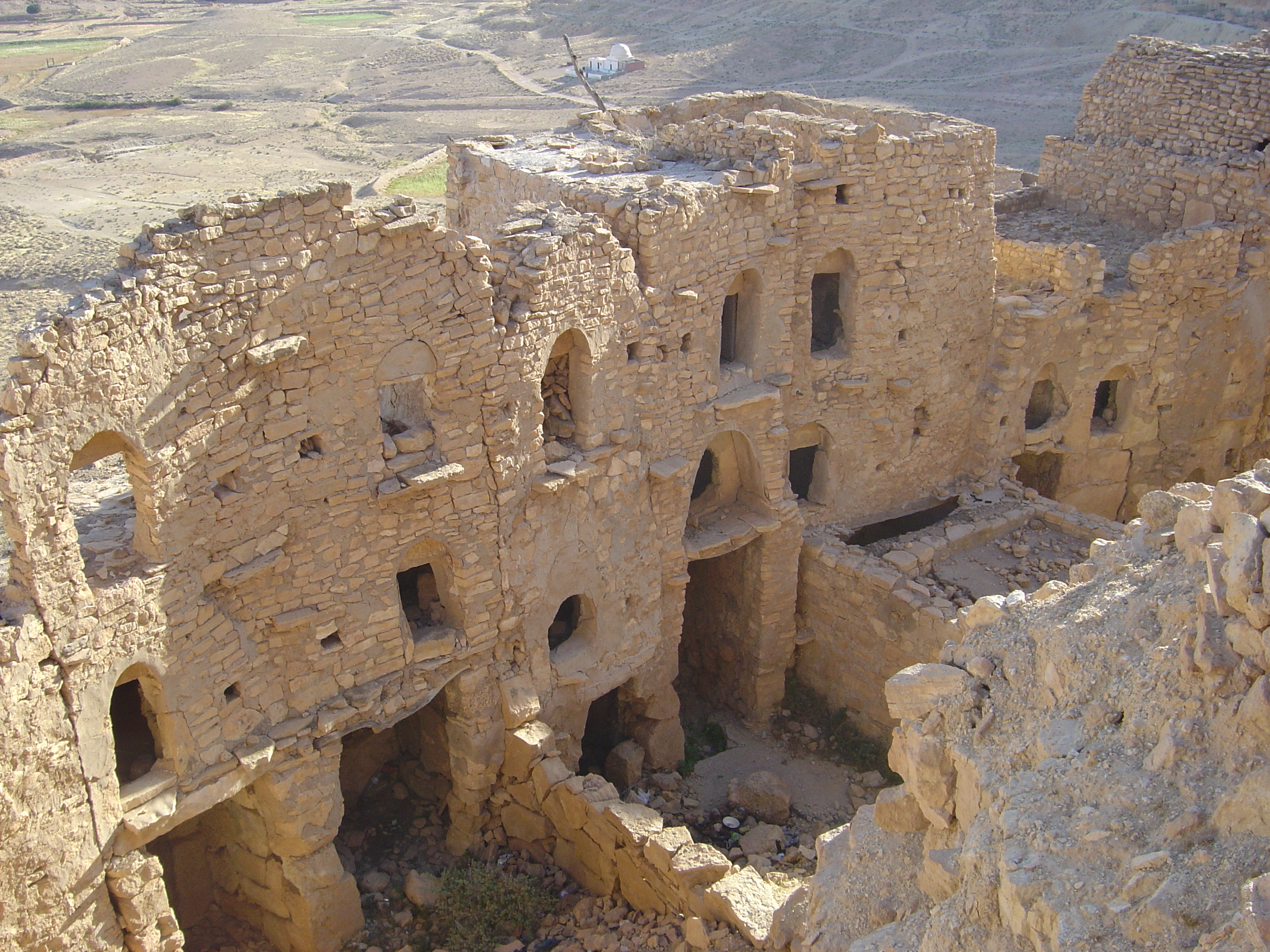
Ksar Douiret (partie non restaurée).
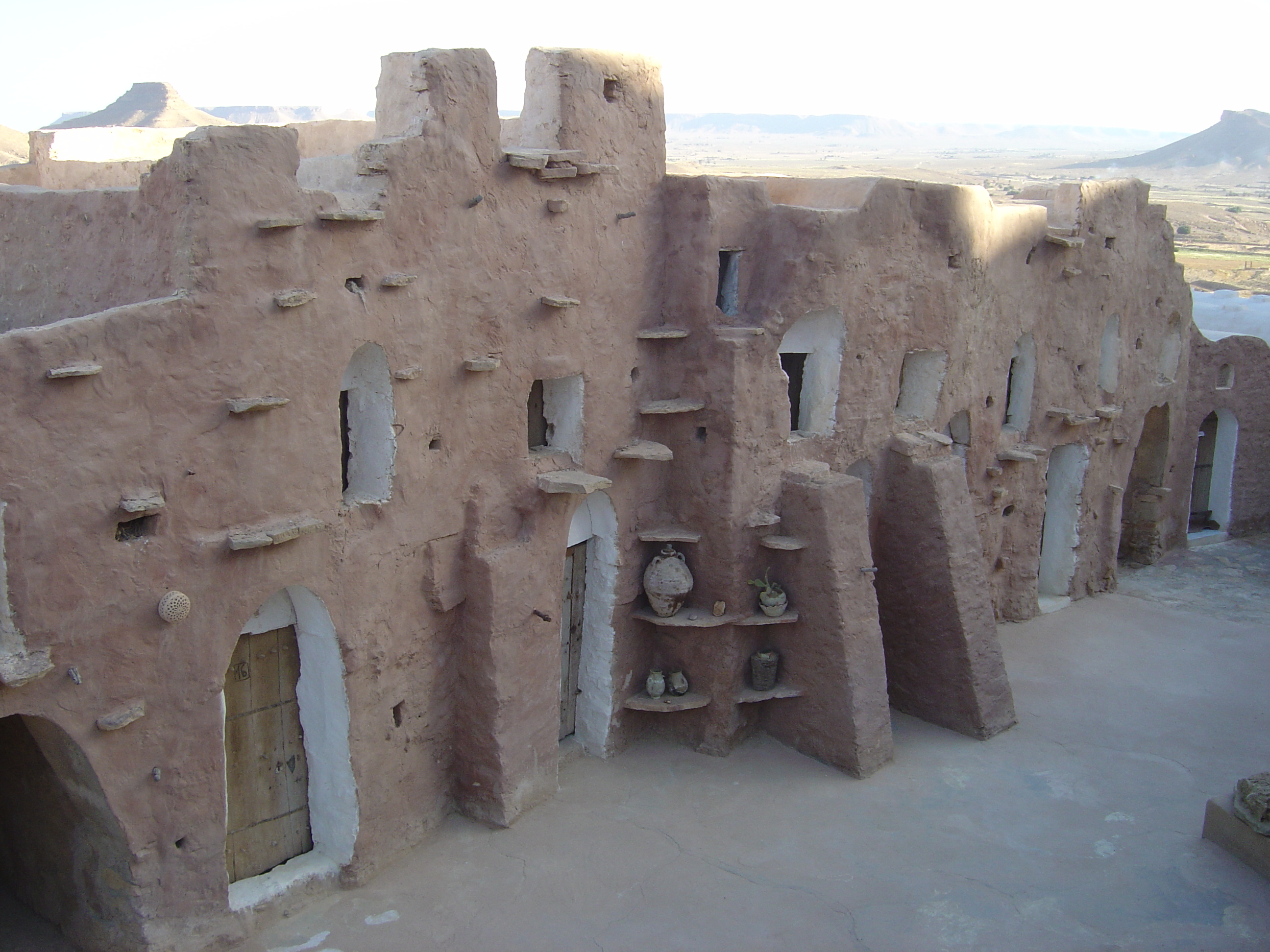
Ksar Douiret (partie restaurée).
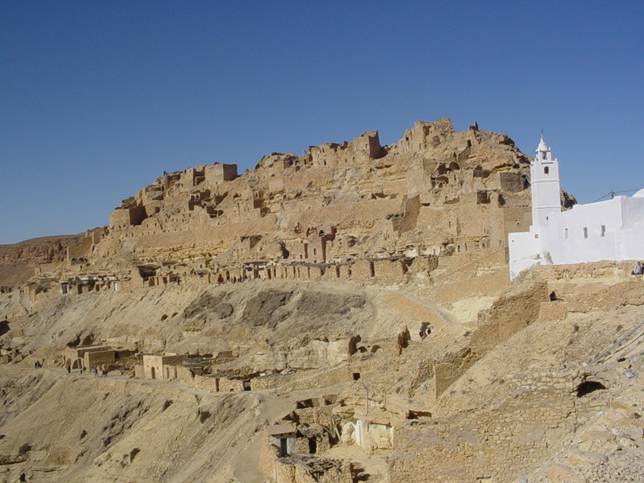
Ksar Chenini.
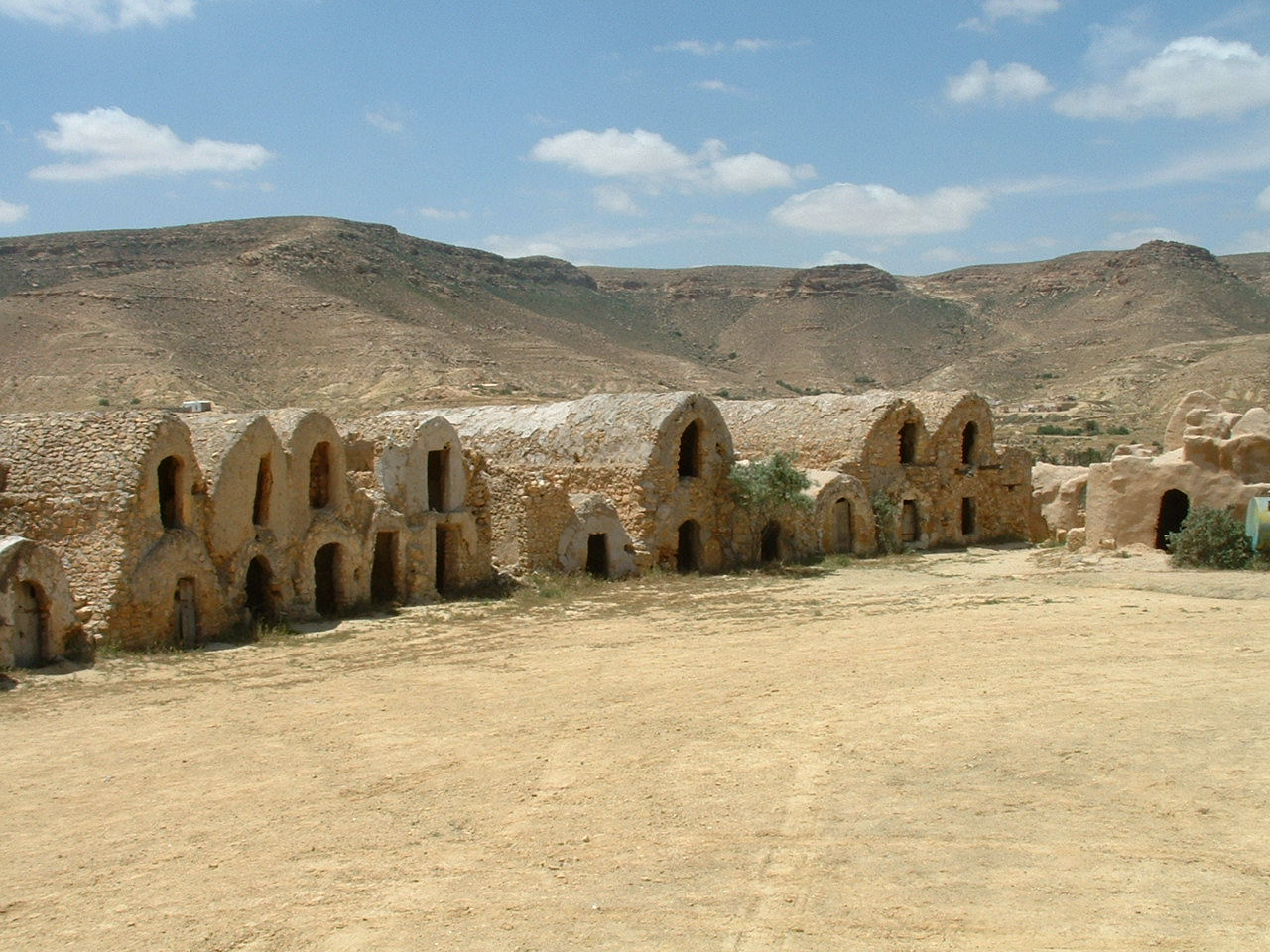
Ksar Hallouf.

### Ksar de montagne
Le caractère défensif des ksour de montagne demeure mais, situés sur des sites plus facilement accessibles, « ils dominent des dépressions fertiles et des plaines » et sont « à vocation essentiellement agricole ». Ils ne sont pas associés à des villages et servent le plus souvent des lieux d'engrangement « pour les tribus arabes qui utilisaient auparavant les ksour de leurs protégés berbères », à l'exemple de Ksar Ouled Soltane.

### Ksar de plaine

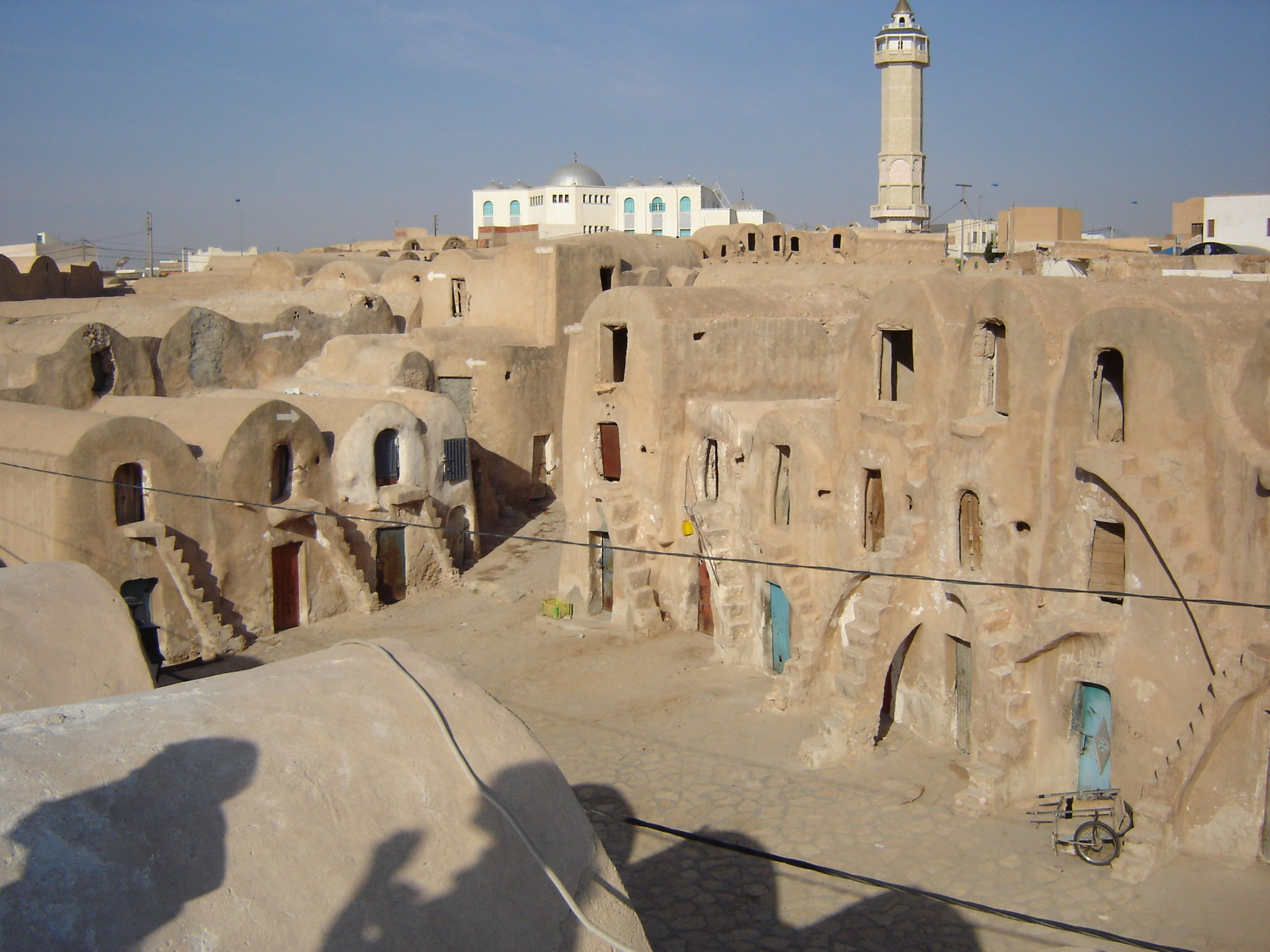
Ksar Ommarsia à Médenine.

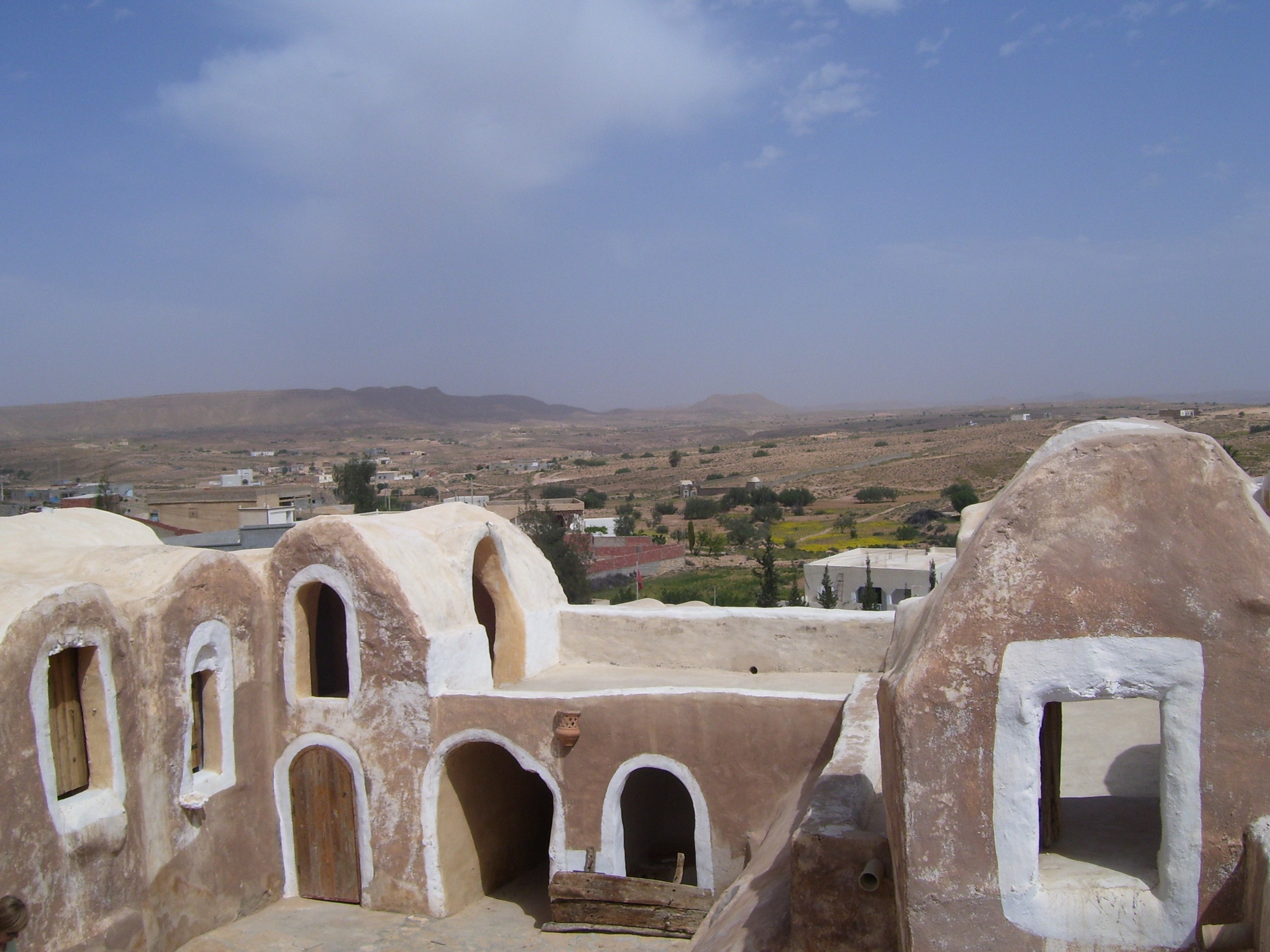
Ksar Hadada.

Les ksour de plaine sont les plus récents et correspondent à la volonté du protectorat français puis du gouvernement tunisien de développer des centres urbains — Ben Gardane, Médenine, Zarzis et Tataouine notamment — et des conditions d'habitation plus modernes. Libérés des contraintes topographiques, ils occupent une surface plus vaste (un hectare pour Ksar Morra). Simples greniers, ils ne dépassent pas un étage et ne disposent généralement pas de portes mais d'un simple couloir d'accès. Certains ksour de plaine sont toutefois devenus de véritables villes comme Médenine ou Zarzis.

## Description
Le ksar est généralement pourvu d'une seule entrée, protégée par une porte, sauf dans le cas des ksour de plaine. Un couloir, appelé skifa, permet d'accéder à la cour. Ces lieux servent à la vie sociale : on peut s'y réunir, accueillir les visiteurs et effectuer des transactions commerciales. Sur la cour, de forme variable, débouchent les ghorfas, quatre au maximum, disposées en rez-de-chaussée ou en étages. Certains ksour possèdent une deuxième cour s'ils ont connu une extension, comme c'est le cas de Ksar Ouled Soltane qui dispose ainsi de 440 ghorfas alors que la moyenne est comprise entre 150 et 200.
Les ghorfas sont des cellules superposées, closes du côté extérieur, présentant l'apparence d'un mur compact. Petites pièces de quatre à cinq mètres de profondeur et deux mètres de hauteur et de largeur, elles servent à entreposer sur de longues périodes — jusqu'à sept années de sécheresse — des produits alimentaires : les céréales dans la partie basse, éventuellement dans des compartiments séparés par des murets, des olives et des fromages accrochés à des barres en bois d'olivier situées dans la partie haute aérée par deux trous d'ouverture dans les murs extérieur et intérieur.
Les différentes ghorfas sont jointives mais ne communiquent pas, sauf si elles appartiennent à un même propriétaire, et aucun couloir ne permet de se déplacer horizontalement entre elles, elles ne sont d'ailleurs pas toujours au même niveau. On y accède par un escalier rudimentaire ou par des barres de bois d'olivier insérées dans le mur. Parfois un petit espace discret est aménagé entre deux ghorfas pour dissimuler des biens précieux.

## Valeur patrimoniale
Les ksour tunisiens sont le témoignage d'une adaptation des populations locales aux contraintes du milieu naturel marqué par la faiblesse et l'irrégularité des précipitations. Pour assurer la sécurité alimentaire face aux aléas climatiques, il est impératif des stocker les produits agricoles en prévision des années de sécheresse. Cependant ces provisions sont l'objet de convoitises et de menaces constantes, ce qui explique le recours à l'engrangement collectif dans des greniers fortifiés confiés à des gardiens. La localisation du ksar dans un site difficilement accessible contribue aussi à son caractère défensif et vital pour le groupe.
Les ksour sont parfois perçus comme un défi par l'autorité centrale, beylicale ou coloniale. Ils sont alors détruits pour assujettir les populations locales au pouvoir central. D'autres facteurs contribuent progressivement à leur abandon, en particulier la sédentarisation des nomades et semi-nomades et la diffusion des services et équipements socio-collectifs (école, dispensaire, poste, commerces de détail, etc.).   
Après une phase de destruction et d'abandon, un regain d'intérêt pour les ksour souligne leur valeur patrimoniale. Un grand nombre de ksour est restauré, rénové et affecté à d'autres usages, en particulier touristiques et culturels.